# Província Centro-Norte (Sri Lanka)

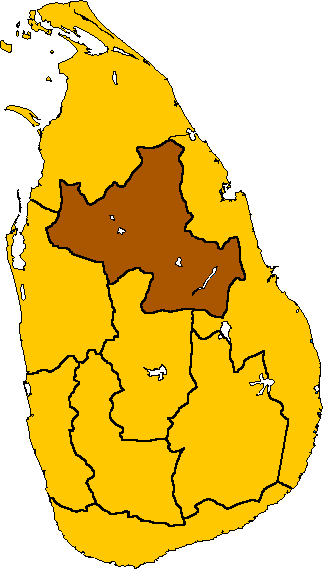
Centro-Norte

A Província Centro-Norte é uma das 8 províncias do Sri Lanka.
- Área:8.531 km²
- Capital:Anuradhapura

## Distritos
- Anuradhapura
- Polonnaruwa